# Алексиу, Элли
Э́лли Алекси́у — (греч. Έλλη Αλεξίου; 3 июня 1894, Ираклион, остров Крит, — 28 сентября 1988, Афины) — греческая писательница и переводчица, мемуаристка.

## Жизнеописание
Родилась в семье выдающегося критского общественного деятеля Стильяноса Алексиу, владельца магазина и издателя. Крит в то время ещё не освободился от османского господства, и греческое население раз за разом восставало против иностранного и иноверного угнетения, но было невежественно и даже пренебрежительно относилось к образованным людям, предпочитая физическую силу, отвагу и ловкость, а не знание и разум. Именно в таких условиях Стильянос Алексиу начал просветительную работу. Он собирал и издавал песни, разыскал и издал знаменитый стихотворный роман Вицендзоса Корнароса «Эротокритос» (середина XVII века), но главное — его книжный магазин и его дом были центром духовной жизни острова. Здесь собирались литераторы, среди которых был и в будущем выдающийся прозаик Никос Казандзакис.
Позже, уже находясь в Афинах, юная Элли тоже тяготела к такой среде, среди её знакомых были и гораздо старшие её Андреас Каркавицас, Ангелос Сикельянос, Костас Варналис, и младшие Костас Теотокис, Васос Даскалакис (Даскалакис потом стал мужем Элли Алексиу, а Казандзакис — её сестры Галатеи). Неудивительно, что дети из семьи Алексиу тоже приобщились к литературе: сын Лефтерис стал филологом и поэтом, дочери Галатея и Элли писали художественную прозу и критические работы. Ещё один их брат, Радамантос, получил техническое образование, но был также одаренным музыкантом.
Семья Стильяноса Алексиу на протяжении полувека имела решающее значение для возрождения литературной жизни на Крите.
А. Диктеос
Когда Элли осталась сиротой, её воспитывала старшая сестра Галатея (мать умерла от апоплексии в 1907 году). Но Элли и сама много работала по хозяйству; родные называли её «второй мамой».
Элли Алексиу окончила педагогическое училище в Ираклионе, учительствовала там в женской гимназии, а впоследствии — в Афинах. Потом она стала одной из первых женщин, окончивших Афинский университет, и сразу после окончания была направлена за государственный счёт в Париж, чтобы совершенствовать навыки французского языка.
Вернувшись на Крит, преподавала греческий и французский языки в школе для девочек. Работала в школе для бедных и в сиротском приюте.
В 1920 вышла замуж за В. Даскалакиса.
Она была среди первых женщин-педагогов на Крите; в целом преподавала в течение сорока двух лет, двадцать пять в Греции и семнадцать за рубежом. Богатый педагогический опыт дал ей тематику для большинства литературных произведений. Её рассказ «Франдзескос» («Φραντζέσκος»), напечатанный в 1923 году в газете «Филики Этерия», был заметным событием в греческой литературной жизни.
Педагогическая работа среди беднейших слоев населения способствовала формированию левых политических взглядов. В 1928 Алексиу вступила в коммунистическую партию Греции, позже входила в её руководящие органы.
В 1938 рассталась с Даскалакисом. Значительно позднее (с шестидесятых годов) её личная жизнь была связана с литературным критиком марксистской ориентации Маркосом Авгерисом.
Во время Второй мировой войны активно участвовала в греческом Сопротивлении. После войны получила стипендию правительства Франции для обучения в Сорбонне. Но в то время в Греции началась гражданская война, и Элли Алексиу поручили заниматься образованием и воспитанием детей беженцев, которые в большом количестве появились в странах Европы. Как активного коммунистического деятеля, её лишили греческого гражданства, и вплоть до 1963 года она находилась в эмиграции. С 1949 жила в социалистических странах, преимущественно в Румынии, где в то время находилась община греческих коммунистов, её избрали членом центрального комитета компартии.
Во Франции поддерживала дружеские связи с Луи Арагоном, Полем Элюаром, Веркором и другими литераторами, преимущественно левого направления.
После возвращения на родину до глубокой старости активно участвовала в литературной и общественной жизни, выступала с лекциями. В шестидесятые-семидесятые годы активно выступала против режима «чёрных полковников» и была репрессирована, находилась в заключении.

## Литературное творчество
Первая публикация Алексиу («Франдзескос») состоялась в 1923 году, но активную литературную деятельность она начала в 1931 году, опубликовав цикл рассказов «Жестокая борьба за жизнь малышей» («Σκληροί αγώνες για μικρή ζωή»). Её роман «Люмпен» («Λούμπεν», 1940) и вообще большинство произведений посвящено теме воспитания (особенно популярной среди этих произведений является автобиографическая повесть «Третья христианская девичья школа» — «Γ Χριστιανικόν Παρθεναγωγείον», 1934, переведена на многие языки).
Все мы почувствовали, что с этим маленьким шедевром в нашей прозе появилось новое выдающееся имя. Ничего похожего на пробу пера не было в этом новом, но уже вполне зрелом произведении. И эта зрелость проявлялась не только в сфере выразительных средств, но и в самой теме, в её социальной ориентации, в новом видении мира, в котором тогда находила греческая литература. Алексиу писала о детях бедных трудящихся, об их социальном положении, об их реакции на первые столкновения с социальной средой. Её рассказ не был обычным для того времени чтением для детей, он выходил за эти узкие рамки. Он был наполнен горькой поэзией, душевной воспитанностью и удивительной человечностью.
Маркос Авгерис о рассказе «Франдзескос»
Основная тема, которая постоянно находится в центре внимания писательницы — социальная несправедливость.
Борьба греков против гитлеровской оккупации нашла отражение в романе «Проливы» («Παραπόταμοι», 1955), острые социальные проблемы поднимаются в романах «И так далее» («Και ούτω καθεξής», 1964) и «Высокое» («Δεσπόζουσα», 1972), действие которых разворачивается в среде подпольщиков.
Роман «С лирой» («Με τη Λύρα», 1958) рассказывает о жизни греческих политических эмигрантов.
Писательнице принадлежат также произведения для детей: повесть «Ο Χοντρούλης και η Πηδηχτή», (1939), «Она хотела называться госпожой» («Ηθελε νά τη λένε κυρία», 1956), «Спрашиваю и учусь» («Ρωτώ και μαθαίνω», 1975) и переводы басен Эзопа.
Особое место в её активе занимает большой мемуарно-биографический роман (или историко-литературное исследование) о Никосе Казандзакисе «Как стать великим» («Για να γίνει μεγάλος», 1962).
Элли Алексиу известна также как литературовед. Самый фундаментальный её труд — «Зарубежная литература» («Ξένοι Λογοτέχνες», 1984). Она также подготовила к печати все романы и большинство рассказов А. Каркавицаса, написала критический обзор о его творчестве, отредактировала полное собрание его сочинений (текстам предшествовала ей же написанная обстоятельная вступительная статья). Отредактировала полное собрание сочинений Ф. Достоевского в греческом переводе и написала вступительную статью к нему.
Кроме того, Алексиу писала труды по педагогике.